# Gerda Møller
Gerda Møller, född 7 januari 1914 i Köpenhamn, död 22 januari 2004, var en dansk politiker (Det Konservative Folkeparti). Hon var folketingsledamot 1962-1963 och 1964-1981.
Gerda Møller var dotter till restauratören Christian L. Christensen och Astrid Hansen. Hon tog studentexamen vid Rysensteen gymnasium 1933 och var tysk korrespondent 1937. Hon gifte sig 1942 med översten och politikern Adam Møller och är mor till politikerna Helge Adam Møller och Eva Møller. Hennes politiska karriär tog fart 1950, då hon blev invald i Næstveds byråd för Det Konservative Folkeparti. Detta mandat innehade hon till 1954 och var därefter suppleant i Folketinget (1962-1963). Hon blev invald 1964 och behöll detta mandat till 1981. Hon positionerade sig främst i familjepolitiska frågor och var partiets utbildnings- och kulturpolitiska taleskvinna. Hon hade flera uppdrag inom partiet: Hon var styrelseledamot i Folkeligt Oplysningsforbund från 1951, ordförande av Danske Kvinders konservative Forening (1968-1979) och ledamot i partiets kvinnoutskott. Hon var även ledamot i Nordiska rådet (1968-1977), representant för föreningen Norden i Danmark och styrelseledamot i Europabevægelsen (1979-2000). Hon var ledamot i Köpenhamns Borgerrepræsentation (1978-1985) och FN-delegat 1977 och 1981.
Møller hade även styrelseuppdrag för Det Kongelige Teater (1974-1981), ungdomspensionatet Limfjordshøj och för spädbarnhemmet på Hartmannsvej. Hon var även kassör för Modersmål-Selskabet (ledamot 1989-2004), sekreterare för Europeiska kvinnounionens avdelning i Danmark och ledamot av Sydslesvigsk Kultursamfund.